# کوجی اوکاموتو
کوجی اوکاموتو (انگلیسی: Koji Okamoto؛ زادهٔ ۹ آوریل ۱۹۷۶) بازیکن فوتبال اهل ژاپن است.
از باشگاه‌هایی که در آن بازی کرده‌است می‌توان به باشگاه فوتبال ویسل کوبه اشاره کرد.